# 豊岡杞柳細工

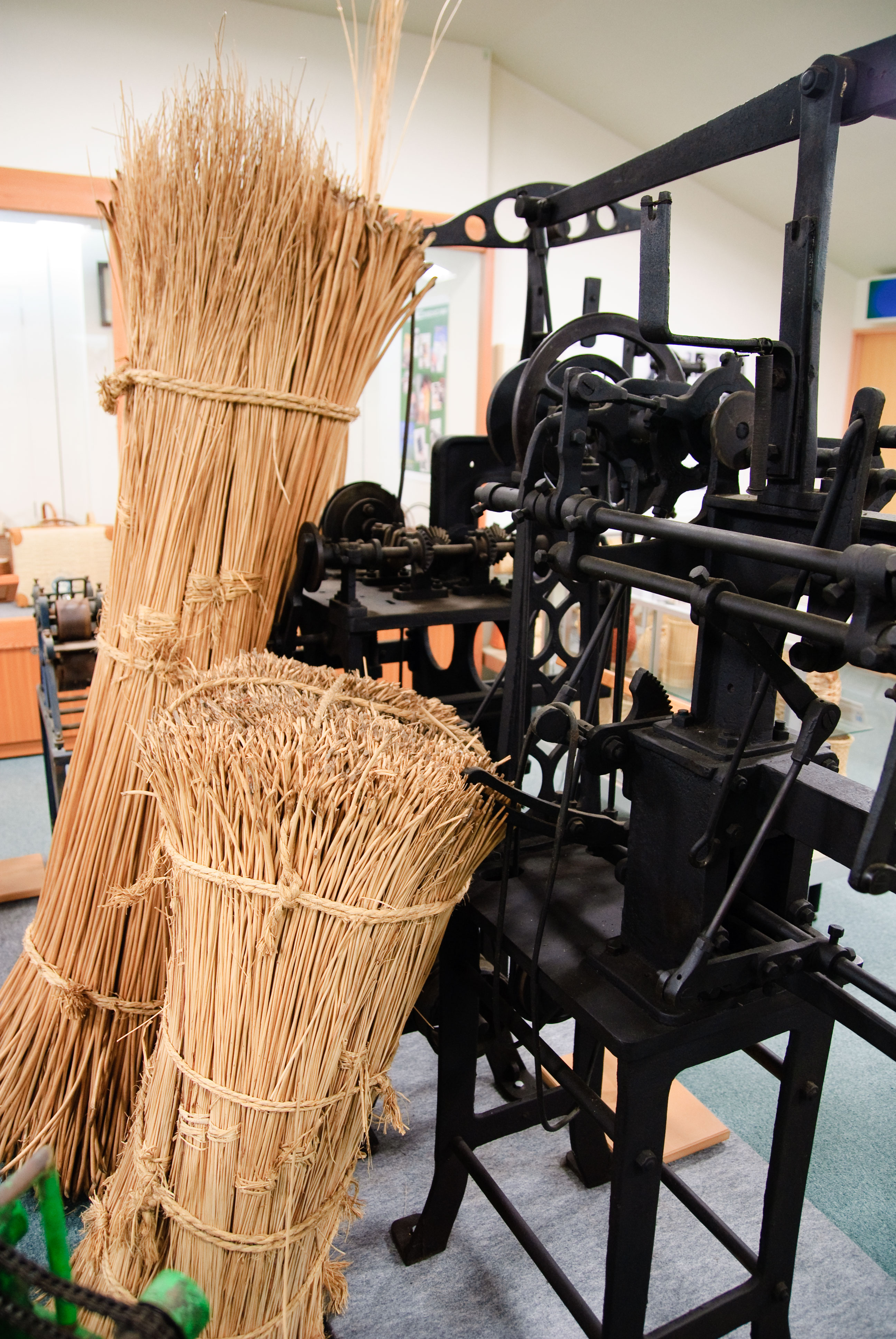
柳行李の原料となるコリヤナギとミシン（豊岡杞柳細工ミュージアム）

豊岡杞柳細工（とよおかきりゅうざいく）は兵庫県豊岡市を中心に、養父市や美方郡香美町でも生産されていたと云われる。柳行李を代表的商品とする。コリヤナギや麻糸、籐を用いて制作される木工品で、国の伝統的工芸品（経済産業大臣の指定を受けた工芸品。2023年10月26日時点で全国241品目）。並びに特許庁の地域ブランドに指定されている。一昔前までは、国内大多数の家庭で衣類や書物の収納（永尺行李・文庫行李など）、また弁当箱（飯行李など）として、杞柳製品が様々なシーンで活用されていた。

## 概要
円山川下流域の湿地帯に多く自生していたコリヤナギを主に使用し、麻糸で編み上げられる柳行李を代表とし、コリヤナギを割り、薄く引いた材料で編み上げられる籠類の総称が「豊岡杞柳細工」である。現在コリヤナギは自生しておらず、職人ら自らの手　によって栽培されている。
豊岡杞柳細工の歴史は古く、奈良時代に作られた「但馬国産柳箱」が東大寺の正倉院の御物として残されている事から、1300年以上の歴史を有しているとされる。
杞柳産業として確立したのは、豊岡藩が城下町として形成した安土桃山時代である。初代豊岡藩主京極高盛が加工技術の育成と販売に力を注ぎ杞柳産業として奨励し、1763年には専売制を成立させたことから「豊岡の柳行李」として世に知れ渡り、日本有数の柳行李の産地として発展した。
江戸時代には旅行具として一般の庶民に広く利用され、明治時代には数々の国際博覧会に出品された。昭和に入ると軍事行李などを生産、1992年に経済産業大臣より国の伝統的工芸品に指定された。2006年には杞柳細工に関する資料や、製作に用いる道具類などを展示した資料館が玄武洞公園ふもとの玄武洞ミュージアムに「豊岡杞柳細工ミュージアム」として開設した。2023年には地域おこし協力隊制度の活用により、業界では数十年ぶりに独立する職人が輩出された。

## 沿革
- 奈良時代 -  東大寺の正倉院に但馬国産柳箱を上納
- 1636年（寛永13年） - 成田広吉が初めて柳行李を製造販売したとされる
- 1881年（明治14年） - 第2回内国勧業博覧会（東京・上野公園）に八木長右衛門が行李鞄を出品
- 1893年（明治26年）5月1日 - シカゴ万国博覧会（アメリカ合衆国イリノイ州）に出品
- 1900年（明治33年）4月15日 - パリ万国博覧会に出品
- 1903年（明治36年） - 第5回内国勧業博覧会（大阪・天王寺）に遠藤嘉吉郎が「旅行鞄」を出品
- 1904年（明治37年）4月30日 - セントルイス万国博覧会（アメリカ合衆国ミズーリ州）に出品
- 1910年（明治43年）5月14日 - 日英博覧会（大日本帝国と大英帝国共催）に出品
- 1915年（大正4年）2月20日 - サンフランシスコ万国博覧会（アメリカ合衆国カリフォルニア州）に出品
- 1917年（大正6年） - 柳行李商豊岡同業組合が但馬物産杞柳製品見本帳を発行
- 1922年（大正11年）10月8日 - 国の伝統的工芸品に指定される
- 1925年（大正14年）4月28日 - パリ万国博覧会に出品
- 1965年（昭和40年） - 皇太子徳仁親王が学習院幼稚園時代に愛用にした籐豆バスケット「ナルちゃんバック」が流行
- 2002年（平成14年） - 皇太子妃雅子が愛用する。
- 2002年（平成14年） - グッドデザインひょうご日常生活部門に選定
- 2003年（平成15年） - グッドデザインひょうご大賞受賞
- 2006年（平成18年）1月 - 玄武洞公園に豊岡杞柳細工ミュージアムが開設
- 2007年（平成19年）1月31日 - 特許庁の地域ブランドに認定される
- 2023年（令和4年）- 数十年ぶりに伝統を継承したブランド（KORI ANRI JAPAN）が活動を始める

## 柳行李の特徴
- 丈夫で軽く、落としても壊れにくい
- 蓋のかぶせ方で収納量を調節できる
- 衣類を守り、大容量であること
- 通気性が高い
- 純白の美しさ

### 柳行李の種類
- 尺荷行李(しゃくにごうり)
- 文庫行李（ぶんこごうり）
- 薬屋行李 - 富山の売薬が有名である
- 小間物行李 - 小物の行商に用いられた
- 帖行李 - おもに商家で使われ、商人が大福帳（帳簿）や算盤を入れて持ち歩いて仕事に使っていた
- 行李かばん - 明治14年に豊岡市で誕生した手に提げて使う柳行李。豊岡鞄のルーツ。
- 軍用行李
- 永尺行李(ながじゃくこうり)
- 大荷行李(だいにこうり)
- 大馬行李(おおまこうり)
- 袈裟行李(けさごうり)
- 裃行李(かみしもごうり)
- 飯行李(めしごうり)

## 関連施設
- KORI ANRI JAPAN 　数十年ぶりに伝統を継承したブランド。材料の栽培から製造過程の全てを手掛ける本物の手仕事を軸に活動している。
- 玄武洞
  - 玄武洞ミュージアム

豊岡杞柳細工に関する資料や作品が展示されており、杞柳細工のかご編み体験をすることが出来る。また、1階の販売コーナーにて購入することが出来る。
- 但馬地域地場産業振興センター - 販売展示

## 祭事
- 柳まつり

## 産地組合
- 兵庫県杞柳製品協同組合 - 兵庫県豊岡市赤石1362